# Танаскович, Елена
Елена Танаскович (серб. Јелена Танасковић, род. 1976, Белград) — сербский банкир и политик, министр сельского, лесного и водного хозяйства с 2022 года.

## Ранние годы
Елена Танаскович родилась в 1976 году в Белграде, Социалистическая Республика Сербия, Социалистическая Федеративная Республика Югославия. Она завершила начальное, среднее образование, а также базовое экономическое образование в Белграде.

## Карьера
Она начала свою карьеру в частной внешней торговой фирме в финансовом секторе в 2003 году. Позже она десять лет работала банкиром в NLB Group. В 2017 году она была назначена министром финансов Белграда. Год спустя она стала статс-секретарём при министре финансов, в это время она была близкой соратницей Синиши Мали. В 2020 году она была назначена членом исполнительного совета страховой компании Dunav osiguranje и государственным секретарём в министерстве охраны окружающей среды.

### Министр сельского, лесного и водного хозяйства
23 октября 2022 года было объявлено, что Танаскович будет занимать пост министра сельского, лесного и водного хозяйства в третьем кабинете Аны Брнабич. Она была приведена к присяге 26 октября, сменив Бранислава Недимовича.

## Политическая позиция
Танаскович в июле 2021 года заявила, что «защита окружающей среды является одним из трёх ключевых приоритетов страны».

## Личная жизнь
Танаскович замужем, имеет двоих детей.